# Leonard Savage
Pour les articles homonymes, voir Savage.
Leonard Savage (20 novembre 1917 - 1er novembre 1971) était un mathématicien et statisticien américain.
Il a obtenu son diplôme à l'université du Michigan et a ensuite travaillé à l'Institute for Advanced Study à Princeton dans le New Jersey, à l'université de Chicago et au Statistical Research Group à l'université Columbia. De 1946 à 1953 il participe aux célèbres rencontres interdisciplinaires dites conférences Macy.
Son travail le plus marquant est le livre The Foundations of Statistics paru en 1954. Il propose une théorie subjective et personnelle des probabilités et des statistiques qui forme un des socles de l'inférence bayésienne et a des applications dans la théorie des jeux.